# Warzone (groupe)
Pour les articles homonymes, voir Warzone.
Warzone est un groupe de punk hardcore américain, originaire de New-York. Warzone est l'un des fers de lance du milieu NYHC (New York Hardcore) du Lower East Side avec Agnostic Front ou encore Cro-Mags dans les années 1980. Son leader Raybeez (qui fut batteur d'Agnostic Front au début de la formation) disparu le 11 septembre 1997 à l'âge de 36 ans d'une pneumonie. Le groupe gagna sa notoriété avec une suite de nombreux disques indépendants et d'innombrables performances scéniques.

## Biographie
Le chanteur Raymond « Raybeez » Barbieri est le seul membre consistant du groupe pendant ses années d'existence. Il rejoint le groupe en 1983 comme batteur (la même année durant laquelle il joue dans l'EP d'Agnostic Front, United Blood) puis au chant, après déjà deux ans d'existence de Warzone. Raybeez restera chanteur de Warzone jusqu'à son décès d'une pneumonie le 11 septembre 1997. Vétéran de la US Navy, il se faisait soigner à la Veterans Health Administration jusqu'à ce que sa maladie l'emporte à l'âge de 35 ans.

## Discographie[6],[7]

### Albums studio
- 1988 : Don't Forget the Struggle, Don't Forget the Streets
- 1989 : Open Your Eyes
- 1990 : Warzone
- 1994 : Old School to New School (Victory)
- 1996 : The Sound of Revolution
- 1997 : Fight for Justice

### EP
- 1987 : Lower East Side (EP)
- 1993 : Live at CBGB's (EP live)

### Apparitions
- 1995 : Punk Rock, Oi!, Hardcore and You (split-10" avec Cause for Alarm)
- 1997 : Skinhead Youth - Live in N.Y. (bootleg live)
- 1998 : The Victory Years (compilation)